# Iliana
Iliana ist ein Vorname.

## Herkunft und Bedeutung
Iliana ist eine vor allem im Griechischen und Bulgarischen verwendete weibliche Variante des Namens Ilias (griechisch) oder Iliya (bulgarisch).

## Bekannte Namensträgerinnen
- Iliana Alvarado (* 1960), polnische Balletttänzerin, Choreographin und Tanzpädagogin
- Iliana Iwanowa (* 1975), bulgarische Politikerin